# Parlamentswahl in Indien 1999
Die Parlamentswahl in Indien 1999 fand an insgesamt 6 Tagen zwischen dem 5. September und 4. Oktober 1999 statt. Es handelte sich bereits um die dritte allgemeine Wahl innerhalb der letzten 3 ½ Jahre in Indien. Sie endete mit einem Wahlsieg der von der Bharatiya Janata Party (BJP) angeführten Parteienkoalition und des amtierenden Premierministers Atal Bihari Vajpayee.

## Vorgeschichte
Am 17. April 1999 verlor die erst 13 Monate im Amt befindliche BJP-geführte Koalitionsregierung unter Premierminister Atal Bihari Vajpayee ein Vertrauensvotum in der Lok Sabha mit nur einer einzigen Stimme (279 zu 280). Unmittelbarer Auslöser dafür, dass Vajpayee die Vertrauensfrage stellte, war der Rückzug der tamilischen Regionalpartei All India Anna Dravida Munnetra Kazhagam (AIADMK) aus der Regierung. Die nach der Wahl 1998 gebildete Koalitionsregierung war auf die Stimmen der 18 AIADMK-Abgeordneten in der Lok Sabha angewiesen, und daher hatte die Parteiführerin der AIADMK, J. Jayalalithaa, Bedingungen für die Unterstützung gestellt. Dazu gehörten neben bestimmten Ministerposten für die AIADMK, sowie Personalfragen auch die Forderung nach der Absetzung der amtierenden Regierung des Bundesstaates Tamil Nadu, die seit den Wahlen 1996 von der Dravida Munnetra Kazhagam (DMK) gebildet wurde. Letzteres wurde jedoch von der BJP abgelehnt, mit dem Argument, dass J. Jayalalithaa auf diese Weise einer Korruptionsanklage aufgrund ihrer Amtszeit als Chief Minister von Tamil Nadu 1991–1996 entgehen wolle. Die Führerin der Bahujan Samaj Party, Mayawati, hatte in der Nacht vor der Abstimmung ebenfalls erklärt, dass die fünf Abgeordneten ihrer Partei gegen die Regierung von Vajpayee stimmen wollten, da diese „anti-Dalit“ sei. Auch Saifuddin Soz, Abgeordneter der Jammu & Kashmir National Conference, einer Partei der regierenden Koalition, hatte erklärt, gegen die Regierung stimmen zu wollen.
Nach der Abstimmungsniederlage forderte der Führer der Kongresspartei-Fraktion in der Lok Sabha, Sharad Pawar, den Ministerpräsidenten zum Rücktritt auf und kündigte an, dass die Kongresspartei versuchen werde eine Koalitionsregierung zu bilden. In den folgenden Tagen zeigte sich jedoch, dass die Kongresspartei nicht in der Lage war, eine ausreichende Zahl von Parteien zu einem gemeinsamen Bündnis zu vereinen, um damit eine Mehrheit für eine neue Regierung zu formen. Daraufhin ließ Präsident K. R. Narayanan am 26. April 1999 die Auflösung der Lok Sabha und die Ausschreibung von Neuwahlen verkünden. Der Termin für die Neuwahl wurde auf den September und Oktober desselben Jahres festgesetzt. Die Regierung Vajpayee blieb bis zur Wahl geschäftsführend im Amt.

Führende indische Politiker im Jahr 1999
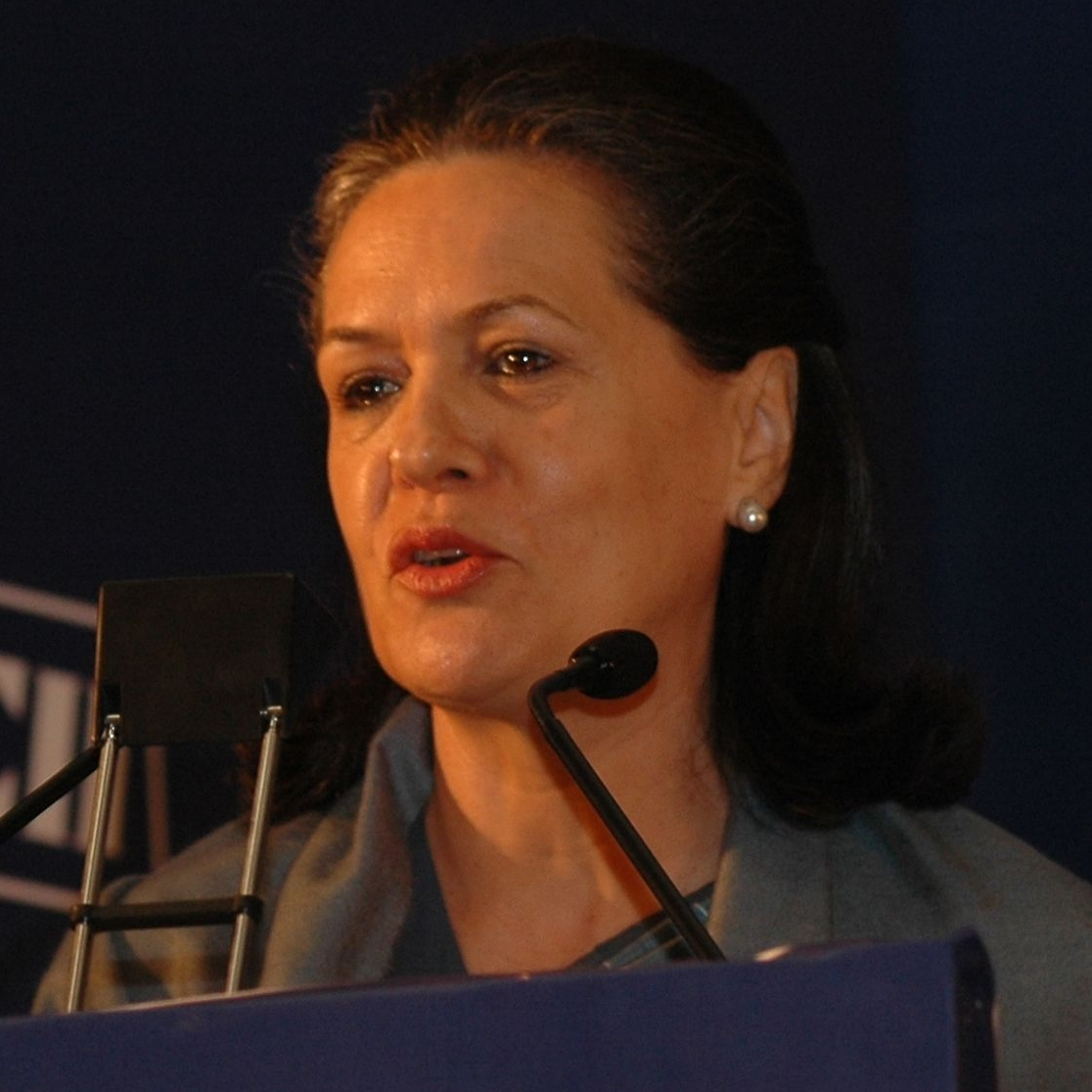
Sonia Gandhi (2006), Vorsitzende der Kongresspartei
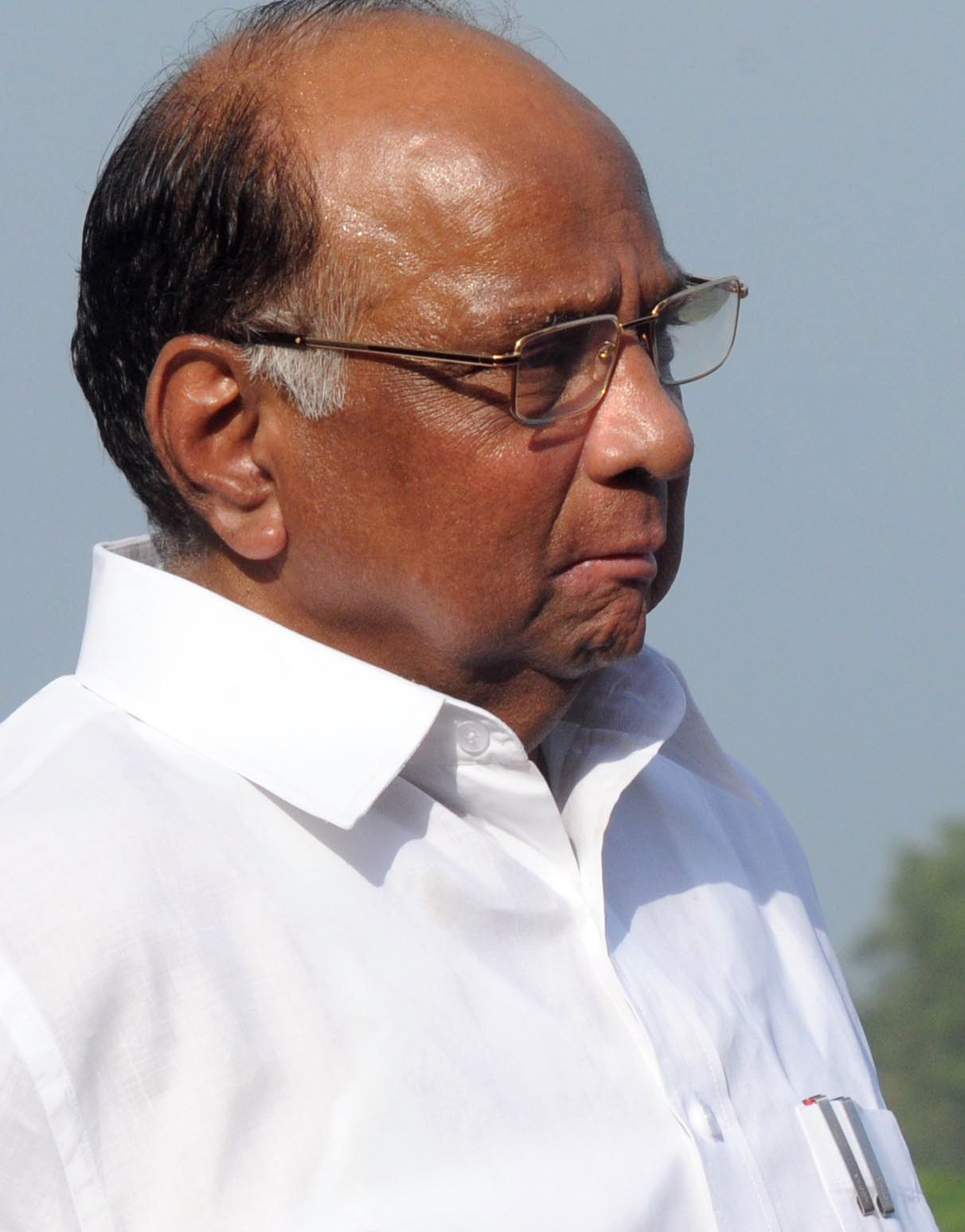
Sharad Pawar (2009), Führer der Kongresspartei-Fraktion in der Lok Sabha, später Dissident
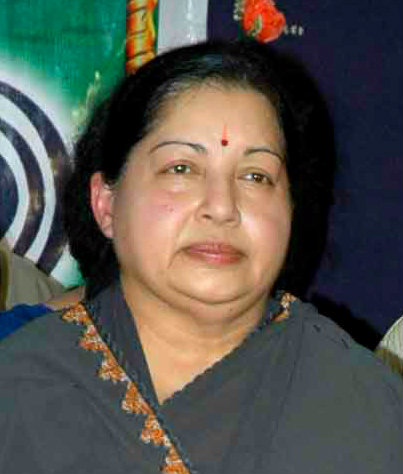
J. Jayalalithaa (2008), Führerin der AIADMK

## Wahlkampf und Ereignisse vor der Wahl

### Parteipolitik und Koalitionen
1998 war Sonia Gandhi zur Parteivorsitzenden der Kongresspartei gewählt worden. Nach der Ankündigung der Neuwahlen wurde sie von ihrer Partei auch zur Spitzenkandidatin für das Amt des Ministerpräsidenten nominiert. Es gab jedoch innerhalb der Kongresspartei starke Vorbehalte gegen die Wahl einer gebürtigen Italienerin zur Vorsitzenden der größten indischen Partei. Eine Fraktion, die sich gegen die Wahl Sonias aussprach, wurde von Sharad Pawar angeführt, der sich selbst Hoffnungen auf dieses Amt gemacht hatte. Am 12. Mai 1999 gründete Sharad Pawar mit Gesinnungsgenossen eine neue Partei, die Nationalist Congress Party (NCP). Er wurde wenig später mit seinen Anhängern aus der Kongresspartei ausgeschlossen. Die BJP nutzte das Thema der ausländischen Herkunft Sonia Gandhis intensiv für eigene Wahlkampfzwecke.
In den Jahren 1996 bis 1999 war die Janata Dal, die noch 1989–1991 und 1996–1998 den Premierminister Indiens gestellt hatte, in rascher Folge in kleinere Parteien zerfallen: 1998 entstand die Rashtriya Janata Dal (RJD) unter Lalu Prasad Yadav, 1998 Biju Janata Dal (BJD) unter Naveen Patnaik, 1999 Janata Dal (United) (JD(U)) unter Sharad Yadav, sowie Janata Dal (Secular) (JD(S)) unter H. D. Deve Gowda. Im Wahlkampf nahmen diese sogenannten Janata parivar parties keine einheitliche Haltung ein. RJD unterstützte die Kongresspartei, JD(U) und BJD unterstützten die BJP und die JD(S) verhielt sich neutral.
Die BJP sammelte wieder die gleiche Parteienkoalition (National Democratic Alliance, NDA) hinter sich, die auch die alte Regierung getragen hatte, mit Ausnahme der AIADMK. Auch die Jammu and Kashmir National Conference unter Farooq Abdullah unterstützte wieder die NDA.
Die Telugu Desam Party (TDP) unter N. C. Naidu schloss sich nicht der NDA an, erklärte jedoch, die NDA-Koalitionsregierung in Einzelfragen unterstützen zu wollen.
Die Parteien des kommunistischen und linkssozialistischen Spektrums trafen lokale Wahlabsprachen im Rahmen eines Left Front-Wahlbündnisses. Die Communist Party of India (Marxist) erklärte, eine zukünftige Kongresspartei-geführte Regierung parlamentarisch punktuell von außen stützen zu wollen.
In Uttar Pradesh führten die Bahujan Samaj Party und die Samajwadi Party ihren Wahlkampf in Distanz zur BJP als auch zur Kongresspartei.
Auch die Wirtschaftspolitik war Thema das Wahlkampfes. Seit Beginn der Liberalisierung der indischen Wirtschaft unter Premierminister Rao 1991–1996 hatte sich das Wirtschaftswachstum Indiens deutlich beschleunigt. Die Regierung Vajpayee hatte diese Politik fortgesetzt, und reklamierte die damit einhergehende wirtschaftliche Entwicklung als ihren Erfolg.

### Kargil-Konflikt mit Pakistan
Das Verhältnis zum Nachbarn Pakistan hatte sich nach dem Amtsantritt Vajpayees verschlechtert. Die pakistanische militärische und politische Führung hatte nicht vergessen, dass sich Vajpayee in den 1970er Jahren als führender Politiker der hindu-nationalistischen Jan Sangh öffentlich für eine Zerschlagung Pakistans in Einzelstaaten starkgemacht hatte und auch als Spitzenpolitiker der BJP noch die Ansicht vertrat, dass Pakistan früher oder später gezwungen sein werde eine Föderation mit Indien unter indischer Hegemonie einzugehen. In der Kaschmirfrage vertrat Vajpayee eine harte Haltung und beanspruchte ganz Kaschmir einschließlich des pakistanischen Teils für Indien.
Schon kurz nach seinem Amtsantritt ließ Vajpayee, der seit langem als vehementer Befürworter indischer Nuklearrüstung bekannt war, am 11. und 31. Mai 1998 insgesamt fünf unterirdische Nukleartests in der Wüste Thar in Rajasthan durchführen. Es waren die ersten indischen Nukleartests seit der Explosion der ersten indischen Atombombe im Jahr 1974. Die Nukleartests stießen auf heftige Kritik der Weltöffentlichkeit und wurden durch Vajpayee mit Verteidigungszwecken gerechtfertigt. Pakistan beschuldigte Indien, ein nukleares Westtrüsten anstoßen zu wollen. Nur 15 Tage nach dem ersten indischen Test führte Pakistan am 28. und 30. Mai 1998 ebenfalls insgesamt sechs unterirdische Atomwaffentests in der Charan-Wüste in Belutschistan durch.

Lokalisation des Kargil-Konfliktes (mit heutigen Landesbezeichnungen)

Im Februar 1999 unternahm Vajpayee eine Busreise von Delhi nach Lahore in Pakistan und unterzeichnete dort nach Verhandlungen zusammen mit dem pakistanischen Premierminister Nawaz Sharif am 21. Februar 1999 die Deklaration von Lahore, in der sich beide Seiten zu friedlicher Koexistenz und zur nuklearen Abrüstung verpflichteten.
Im Mai 1999 wurde überraschend bekannt, dass von Pakistan aus operierende Kämpfer in den nördlichen, indischen Teil Kaschmirs im Distrikt Kargil eingedrungen waren. Inwieweit diese Operationen mit Wissen des pakistanischen Ministerpräsidenten begonnen wurden oder allein auf eine Initiative der pakistanischen Militärführung unter Stabschef Pervez Musharraf zurückgingen, wie später von Nawaz Sharif behauptet, ist bis heute umstritten. Pakistan selbst bestritt bis zum Ende des Konflikts offiziell jede Beteiligung, verweigerte sogar die Annahme der durch die indische Armee geborgenen Leichen gefallener pakistanischer Soldaten und sprach offiziell von „Freiheitskämpfern“. Tatsächlich wurden diese Freischärler massiv logistisch von der pakistanischen Armee unterstützt und auch reguläre pakistanische Einheiten waren in den Kämpfe involviert. Nach verlustreichen Gefechten gelang es der indischen Armee, die Freischärler und pakistanischen Armeeeinheiten über die Grenze zurückzudrängen. Am 4. Juli 1999 kam es nach Vermittlung von US-Präsident Bill Clinton zu einem Waffenstillstand und wenig später wurden die Kampfhandlungen eingestellt.
Während des Konflikts vermieden beide Seiten den Begriff „Krieg“ und waren um eine Deeskalation bemüht. Indische Truppen überschritten auch nicht die Grenze zu Pakistan oder zum pakistanischen Teil Kaschmirs. In der indischen Öffentlichkeit bewirkte der militärische Konflikt eine patriotische Solidarisierung, die dem Premierminister zugutekam. Der Premierminister selbst bewahrte in der Krise einen kühlen Kopf und ließ sich nicht zu nationalistischen Äußerungen oder Drohgebärden hinreißen, wodurch das internationale Ansehen der indischen Regierung stieg. Ungewollt hatte so die pakistanische militärische Führung mit der Anzettelung dieses Konflikts die Wiederwahl von Vajpayee begünstigt.

## Ablauf der Wahl

Wahltermine (mit Zahl der Wahlkreise):

Die Abgeordneten wurden, wie auch schon bei den vorangegangenen Wahlen in 543 Einzelwahlkreisen gewählt. Für die Wahl reichte die einfache Mehrheit aus („first pass the post“), d. h., es gab keine Stichwahlen. Die Wahlkreisgrenzen folgten der Einteilung, die die Delimitation Commission of India aufgrund der Volkszählung von 1971 im Jahr 1976 festgelegt hatte. Seither waren die Wahlkreisgrenzen unverändert geblieben, mit der einzigen Ausnahme, dass ab 1989 noch ein Wahlkreis für das neue Unionsterritorium Daman und Diu hinzugekommen war. Aus organisatorischen Gründen fanden die Wahlen an verschiedenen Tagen statt. Das am 11. Juli 1999 bekanntgegebene Ablaufschema konnte allerdings nicht ganz eingehalten werden und die Wahlen in fünf Wahlkreisen (17-Narasaraopet in Andhra Pradesh, 3-Anantnag in Jammu und Kashmir, 29-Hoshangabad und 31-Vidisha in Madhya Pradesh, 2-Manipur Outer in Manipur) mussten zeitlich nach hinten verschoben werden.
Letztlich wurden folgende Wahltermine in den Bundesstaaten und Unionsterritorien realisiert:
- 4. September 1999: Goa, Gujarat, Haryana, Punjab, Dadra und Nagar Haveli, Daman und Diu, Andamanen und Nikobaren, Chandigarh, Delhi, Lakshadweep, Karnataka, Maharashtra, Rajasthan, Tamil Nadu, Andhra Pradesh, Jammu und Kashmir
- 11. September 1999: Kerala, Pondicherry, Karnataka, Maharashtra, Rajasthan, Tamil Nadu, Andhra Pradesh, Jammu und Kashmir, Madhya Pradesh
- 18. September 1999: Andhra Pradesh, Bihar, Jammu und Kashmir, Madhya Pradesh, Uttar Pradesh
- 24. September 1999: Himachal Pradesh, Mizoram, Nagaland, Manipur, Orissa, Bihar, Madhya Pradesh, Uttar Pradesh
- 3. Oktober 1999: Arunachal Pradesh, Assam, Meghalaya, Sikkim, Tripura, Westbengalen, Orissa, Bihar, Uttar Pradesh
- 4. Oktober 1999: Andhra Pradesh, Madhya Pradesh, Jammu und Kashmir, Manipur

Die Stimmen wurden zwischen dem 6. und 10. Oktober ausgezählt.
Zum ersten Mal bei einer landesweiten indischen Wahl wurden in größerem Stil elektronische Wahlgeräte (electronic voting machines, EVM) in einer Art Testphase eingesetzt. Sie wurden in mindestens 45 Wahlkreisen, die sich über 17 Bundesstaaten verteilten, benutzt.
Die Gesamtkosten der Wahl wurden auf 196,4 Millionen US$ (8,8 Milliarden Rupien) geschätzt.
| Bundesstaat oder Unionsterritorium | Wahl- berechtigte | Wähler      | Wahl- beteiligung | Ungültige Stimmen | Zahl der Wahllokale |
| ---------------------------------- | ----------------- | ----------- | ----------------- | ----------------- | ------------------- |
| Andhra Pradesh                     | 49.654.389        | 34.332.073  | 69,14 %           | 2,78 %            | 60.960              |
| Arunachal Pradesh                  | 611.572           | 441.231     | 72,15 %           | 3,53 %            | 1.741               |
| Assam                              | 14.290.673        | 10.182.919  | 71,26 %           | 2,65 %            | 17.653              |
| Bihar                              | 58.788.098        | 36.143.272  | 61,48 %           | 1,33 %            | 83.170              |
| Goa                                | 908.849           | 409.944     | 45,11 %           | 0,04 %            | 1.135               |
| Gujarat                            | 29.512.402        | 13.878.611  | 47,03 %           | 1,87 %            | 35.053              |
| Haryana                            | 11.038.955        | 7.029.964   | 63,68 %           | 0,79 %            | 15.449              |
| Himachal Pradesh                   | 3.786.479         | 2.149.816   | 56,78 %           | 0,75 %            | 6.230               |
| Jammu und Kashmir                  | 5.030.094         | 1.626.945   | 32,34 %           | 3,47 %            | 6.513               |
| Karnataka                          | 34.284.098        | 23.168.337  | 67,58 %           | 3,45 %            | 44.497              |
| Kerala                             | 22.058.901        | 15.482.676  | 70,19 %           | 0,63 %            | 23.007              |
| Madhya Pradesh                     | 46.915.473        | 25.746.824  | 54,88 %           | 1,49 %            | 56.455              |
| Maharashtra                        | 56.853.196        | 34.660.007  | 60,96 %           | 4,64 %            | 74.111              |
| Manipur                            | 1.372.339         | 901.242     | 65,67 %           | 0,84 %            | 2.001               |
| Meghalaya                          | 1.178.250         | 661.657     | 56,16 %           | 1,08 %            | 1.576               |
| Mizoram                            | 449.406           | 293.513     | 65,31 %           | 0,57 %            | 782                 |
| Nagaland                           | 955.914           | 728.843     | 76,25 %           | 0,52 %            | 1.581               |
| Orissa                             | 24.187.490        | 13.456.534  | 55,63 %           | 1,39 %            | 30.015              |
| Punjab                             | 15.717.304        | 8.819.200   | 56,11 %           | 0,73 %            | 18.220              |
| Rajasthan                          | 31.106.488        | 16.754.016  | 53,86 %           | 1,07 %            | 40.869              |
| Sikkim                             | 255.377           | 208.670     | 81,71 %           | 1,70 %            | 336                 |
| Tamil Nadu                         | 47.733.664        | 27.676.543  | 57,98 %           | 1,58 %            | 54.847              |
| Tripura                            | 1.796.055         | 1.223.784   | 68,14 %           | 1,57 %            | 2.367               |
| Uttar Pradesh                      | 102.946.404       | 55.107.957  | 53,53 %           | 1,34 %            | 123.862             |
| Westbengalen                       | 47.649.856        | 35.761.182  | 75,05 %           | 1,27 %            | 61.514              |
| Andamanen und Nikobaren            | 247.384           | 147.102     | 59,46 %           | 0,87 %            | 370                 |
| Chandigarh                         | 585.006           | 282.879     | 48,35 %           | 0,02 %            | 645                 |
| Dadra und Nagar Haveli             | 98.376            | 73.507      | 74,72 %           | 2,17 %            | 123                 |
| Daman und Diu                      | 72.216            | 51.811      | 71,74 %           | 1,95 %            | 82                  |
| Delhi                              | 8.712.530         | 3.793.697   | 43,54 %           | 0,00 %            | 8.666               |
| Lakshadweep                        | 37.619            | 30.174      | 80,21 %           | 1,03 %            | 43                  |
| Pondicherry                        | 701.990           | 444.174     | 63,27 %           | 0,00 %            | 778                 |
| Gesamt                             | 619.536.847       | 371.669.104 | 59,99 %           | 1,91 %            | 774.651             |

Die mit Abstand niedrigste Wahlbeteiligung gab es in Jammu und Kashmir mit 32,3 %. In der Hauptstadt Srinagar gingen sogar nur 12 % zu den Wahlurnen. Zum einen drückte sich darin wohl eine allgemeine Wahlmüdigkeit angesichts der dritten Wahl innerhalb von 4 Jahren aus, zum anderen aber auch die Enttäuschung und allgemeine Politik-Frustration, weil es bisher keine Bewegung in der Kaschmir-Frage gegeben hatte. Da die militanten Unabhängigkeitskämpfer zum Wahlboykott aufgerufen hatten, fürchtete die Bevölkerung wohl auch Vergeltungsmaßnahmen bei einer Wahlteilnahme. Die isoliert hohe Wahlbeteiligung von 82 % im Wahlkreis Ladakh wurde damit erklärt, dass hier ein Muslim- und ein buddhistischer Kandidat rivalisierten, was die Wählerschaft mobilisierte.

## Ergebnisse

Ergebnis nach Wahlkreisen und Parteien (die meisten Parteien hatten nur in jeweils einem oder zwei Bundesstaaten Mandate gewonnen, diese sind dann in Klammern vermerkt):
1. National Democratic Alliance (NDA)
Unterstützung der NDA-Koalition:
2. Kongresspartei und Verbündete
3. Andere
4. Unabhängige Kandidaten oder Regionalparteien mit nur einem oder zwei Mandaten

### Gesamtergebnis

Zusammensetzung der neu gewählten Lok Sabha (Farbgebung wie oben), Kleinparteien ohne Farbe sind von der Sitzordnung in der Mitte einsortiert, soweit sie nicht eindeutig den Linksparteien angehören. Zwei Abgeordnete werden durch den Staatspräsidenten ernannt.
1. NDA: 273
Der NDA assoziiert: 29
2. Kongresspartei und Alliierte: 135
3. Kommunistische und linkssozialistische Parteien: 43
4. Alle übrigen: 62
5. Nominierte: 2

Das Wahlergebnis entsprach im Großen und Ganzen den Erwartungen der Wahlbeobachter im In- und Ausland. Es ergab sich ein Sieg der NDA-Parteienkoalition unter Führung der BJP, die zusammen mit der sie unterstützenden Telugu Desam Party (TDP) etwa 42 % der Wählerstimmen und 302 (55,6 %) von 543 Wahlkreisen gewann. Die BJP erzielte 23,8 % der Stimmen und damit etwas weniger als bei der letzten Wahl 1998 (25,5 %). Dies war aber der Tatsache zuzuschreiben, dass die BJP zugunsten ihrer vielen Koalitionspartner in vielen Wahlkreisen darauf verzichtet hatte eigene Kandidaten aufzustellen (340 BJP-Wahlkreiskandidaten, verglichen zu 384 Kandidaten bei der Wahl 1998). Die BJP gewann mit 182 Wahlkreisen (33,5 %) genau so viele Wahlkreise wie 1998, dafür konnten die verbündeten NDA-Parteien kräftig zulegen. Shiv Sena gewann 9 zusätzliche Mandate, Dravida Munnetra Kazhagam (DMK) 6 und die neu gegründete Janata Dal (United) 21. Die einzige größere NDA-Partei, die deutliche Verluste hinnehmen musste, war Shiromani Akali Dal im Punjab. Bemerkenswert war auch das gute Abschneiden der TDP in Andhra Pradesh, die ihre Präsenz in der Lok Sabha von 12 auf 29 Mandate mehr als verdoppeln konnte und damit zur viertstärksten indischen Partei wurde. Die Kongresspartei war eindeutige Verliererin mit einem Verlust von 27 Mandaten. Sie erzielte mit 114 Mandaten das bislang schlechteste Ergebnis in ihrer Parteigeschichte.
Der Wahlsieg wurde weithin als ein persönlicher Erfolg von Vajpayee gesehen, der über die Parteigrenzen der BJP hinaus in der indischen Wählerschaft erhebliches Ansehen genoss und vielen als „der richtige Mann in der falschen Partei“ galt.
| Partei                                                 | Kürzel                                | Stimmen     | Stimmen  | Stimmen | Sitze | Sitze | Sitze    |
| Partei                                                 | Kürzel                                | Zahl        | %        | +/-     | Zahl  | +/-   | %        |
| ------------------------------------------------------ | ------------------------------------- | ----------- | -------- | ------- | ----- | ----- | -------- |
| Indischer Nationalkongress                             | INC                                   | 103.120.330 | 28,30 %  | ▲2,48 % | 114   | ▼27   | 20,9 %   |
| Bharatiya Janata Party                                 | BJP                                   | 86.562.209  | 23,75 %  | ▼1,84 % | 182   | ▬     | 33,4 %   |
| Communist Party of India (Marxist)                     | CPM                                   | 19.695.767  | 5,40 %   | ▲0,24 % | 33    | ▲1    | 6,1 %    |
| Bahujan Samaj Party                                    | BSP                                   | 15.175.845  | 4,16 %   | ▲0,51 % | 14    | ▲9    | 2,6 %    |
| Samajwadi Party                                        | SP                                    | 13.717.021  | 3,76 %   | ▼1,17 % | 26    | ▲6    | 4,8 %    |
| Telugu Desam Party                                     | TDP                                   | 13.297.370  | 3,65 %   | ▲0,88 % | 29    | ▲17   | 5,3 %    |
| Janata Dal (United)                                    | JD(U)                                 | 11.282.084  | 3,10 %   | (neu)   | 21    | (neu) | 3,9 %    |
| Rashtriya Janata Dal                                   | RJD                                   | 10.150.492  | 2,79 %   | ▲0,01 % | 7     | ▼10   | 1,3 %    |
| All India Trinamool Congress                           | AITC                                  | 9.363.785   | 2,57 %   | ▲0,15 % | 8     | ▲1    | 1,5 %    |
| Nationalist Congress Party                             | NCP                                   | 8.260.311   | 2,27 %   | (neu)   | 8     | (neu) | 1,5 %    |
| All India Anna Dravida Munnetra Kazhagam               | AIADMK                                | 7.046.953   | 1,9 %    | ▲0,10 % | 10    | ▼8    | 1,8 %    |
| Dravida Munnetra Kazhagam                              | DMK                                   | 6.298.832   | 1,73 %   | ▲0,29 % | 12    | ▲6    | 2,2 %    |
| Shiv Sena                                              | SHS                                   | 5.672.412   | 1,56 %   | ▲0,21 % | 15    | ▲9    | 2,8 %    |
| Communist Party of India                               | CPI                                   | 5.395.119   | 1,48 %   | ▼0,27 % | 4     | ▼5    | 0,7 %    |
| Biju Janata Dal                                        | BJD                                   | 4.378.536   | 1,20 %   | ▲0,20 % | 10    | ▲1    | 1,8 %    |
| Janata Dal (Secular)                                   | JD(S)                                 | 3.332.702   | 0,91 %   | (neu)   | 1     | (neu) | 0,2 %    |
| Shiromani Akali Dal                                    | SAD                                   | 2.502.949   | 0,69 %   | ▼0,12 % | 2     | ▼6    | 0,4 %    |
| Pattali Makkal Katchi                                  | PMK                                   | 2.377.741   | 0,65 %   | ▲0,23 % | 5     | ▲1    | 0,9 %    |
| Indian National Lok Dal                                | INLD                                  | 2.002.700   | 0,6 %    | ▲0,02 % | 5     | ▲1    | 0,9 %    |
| Marumalarchi Dravida Munnetra Kazhagam                 | MDMK                                  | 1.620.527   | 0,44 %   | ▬       | 4     | ▲1    | 0,7 %    |
| Revolutionary Socialist Party                          | RSP                                   | 1.500.817   | 0,41 %   | ▼0,14 % | 3     | ▼2    | 0,5 %    |
| Rashtriya Lok Dal                                      | RLD                                   | 1.364.030   | 0,37 %   | (neu)   | 2     | (neu) | 0,4 %    |
| All India Forward Bloc                                 | AIFB                                  | 1.288.060   | 0,35 %   | ▲0,02 % | 2     | ▬     | 0,4 %    |
| Communist Party of India (Marxist-Leninist) Liberation | CPI(ML)L                              | 1.220.698   | 0,33 %   | ▲0,08 % | 1     | ▲1    | 0,2 %    |
| Asom Gana Parishad                                     | AGP                                   | 1.182.061   | 0,32 %   | ▲0,03 % | 0     | ▬     | 0,0 %    |
| Jharkhand Mukti Morcha                                 | JMM                                   | 974.609     | 0,27 %   | ▼0,09 % | 0     | ▬     | 0,0 %    |
| Apna Dal                                               | AD                                    | 848.662     | 0,23 %   | ▲0,08 % | 0     | ▬     | 0,0 %    |
| Muslim League Kerala State Committee                   | MUL                                   | 833.562     | 0,23 %   | ▲0,01 % | 2     | ▬     | 0,4 %    |
| Akhil Bharatiya Lok Tantrik Congress                   | ABLTC                                 | 818.713     | 0,22 %   | (neu)   | 2     | (neu) | 0,4 %    |
| Bharipa Bahujan Mahasangh                              | BBM                                   | 692.559     | 0,19 %   | (neu)   | 1     | (neu) | 0,2 %    |
| Republican Party of India                              | RPI                                   | 505.664     | 0,14 %   | ▼0,23 % | 0     | ▼4    | 0,0 %    |
| Jammu & Kashmir National Conference                    | JKNC                                  | 454.481     | 0,12 %   | ▼0,09 % | 4     | ▲1    | 0,7 %    |
| All India Majlis-e-Ittehadul Muslimeen                 | AIMIM                                 | 448.165     | 0,12 %   | ▼0,01 % | 1     | ▬     | 0,2 %    |
| M.G.R. Anna Dravida Munnetra Kazhagam                  | MGRDMK                                | 396.216     | 0,11 %   | ▲0,03 % | 1     | ▲1    | 0,2 %    |
| Kerala Congress                                        | KEC                                   | 365.313     | 0,10 %   | ▲0,01 % | 1     | ▲1    | 0,2 %    |
| Kerala Congress (Mani)                                 | KEC(M)                                | 357.402     | 0,10 %   | ▬       | 1     | ▬     | 0,2 %    |
| Samajwadi Janata Party (Rashtriya)                     | SJP(R)                                | 297.337     | 0,08 %   | ▼0,24 % | 1     | ▬     | 0,2 %    |
| Peasants and Workers Party of India                    | PWP                                   | 282.583     | 0,08 %   | ▲0,01 % | 1     | ▬     | 0,2 %    |
| Himachal Vikas Congress                                | HVC                                   | 264.002     | 0,07 %   | ▲0,05 % | 1     | ▲1    | 0,2 %    |
| Shiromani Akali Dal (Simranjit Singh Mann)             | SAD(M)                                | 298.846     | 0,08 %   | ▲0,01 % | 1     | ▲1    | 0,2 %    |
| Manipur State Congress Party                           | MSCP                                  | 222.417     | 0,06 %   | ▲0,01 % | 1     | ▬     | 0,2 %    |
| Sikkim Democratic Front                                | SDF                                   | 107.828     | 0,03 %   | ▬       | 1     | ▬     | 0,2 %    |
| Unabhängige                                            | Unab.                                 | 9.996.386   | 2,74 %   | ▲0,37 % | 6     | ▬     | 1,1 %    |
| Andere Parteien                                        |                                       | 8.463.198   | 2,34 %   | ▲0,44 % | 0     | ▼32   | 0,0 %    |
| Gültige Stimmen                                        | Gültige Stimmen                       | 364.437.294 | 100,00 % | ▬       | 543   | ▬     | 100,00 % |
| Registrierte Wähler / Wahlbeteiligung                  | Registrierte Wähler / Wahlbeteiligung | 619.536.847 | 58,8 %   |         |       |       |          |
| Quelle: Election Commission of India                   |                                       |             |          |         |       |       |          |

### Ergebnisse nach Bundesstaaten und Unionsterritorien
Die folgende Tabelle listet die gewonnenen Wahlkreise je nach Bundesstaat/Unionsterritorium auf.
| Bundesstaat             | Sitze | NDA und Assoziierte                | Kongress- partei           | Kommunist./ linkssoz. Parteien | Andere                                |
| ----------------------- | ----- | ---------------------------------- | -------------------------- | ------------------------------ | ------------------------------------- |
| Andamanen und Nikobaren | 1     | BJP 1                              |                            |                                |                                       |
| Andhra Pradesh          | 42    | TDP 29 BJP 7                       | INC 5                      |                                | AIMIM 1                               |
| Arunachal Pradesh       | 2     |                                    | INC 2                      |                                |                                       |
| Assam                   | 14    | BJP 2                              | INC 10                     | CPI(ML)L 1                     | Unab. 1                               |
| Bihar                   | 54    | BJP 23 JD(U) 18                    | RJD 7 INC 4                | CPM 1                          | Unab. 1                               |
| Chandigarh              | 1     |                                    | INC 1                      |                                |                                       |
| Dadra und Nagar Haveli  | 1     |                                    |                            |                                | Unab. 1                               |
| Daman und Diu           | 1     |                                    | INC 1                      |                                |                                       |
| Delhi                   | 7     | BJP 7                              |                            |                                |                                       |
| Goa                     | 2     | BJP 2                              |                            |                                |                                       |
| Gujarat                 | 26    | BJP 20                             | INC 6                      |                                |                                       |
| Haryana                 | 10    | BJP 5 INLD 5                       |                            |                                |                                       |
| Himachal Pradesh        | 4     | BJP 3                              |                            |                                | HVC 1                                 |
| Jammu und Kashmir       | 6     | BJP 2 JKNC 4                       |                            |                                |                                       |
| Karnataka               | 28    | BJP 7 JD(U) 3                      | INC 18                     |                                |                                       |
| Kerala                  | 20    |                                    | INC 8 KEC 1 KEC(M) 1 MUL 2 | CPM 8                          |                                       |
| Lakshadweep             | 1     |                                    | INC 1                      |                                |                                       |
| Madhya Pradesh          | 40    | BJP 29                             | INC 11                     |                                |                                       |
| Maharashtra             | 48    | SHS 15 BJP 13                      | INC 10                     | PWP 1 Unab. 1                  | NCP 6 JD(S) 1 BBM 1                   |
| Manipur                 | 2     | MSCP 1                             | INC 1                      |                                |                                       |
| Meghalaya               | 2     |                                    | INC 1                      |                                | NCP 1                                 |
| Mizoram                 | 1     |                                    | INC 1                      |                                |                                       |
| Nagaland                | 1     |                                    | INC 1                      |                                |                                       |
| Orissa                  | 21    | BJD 10 BJP 9                       | INC 2                      |                                |                                       |
| Punjab                  | 13    | BJP 1 SAD 2                        | INC 8                      | CPI 1                          | SAD(M) 1                              |
| Pondicherry             | 1     |                                    | INC 1                      |                                |                                       |
| Rajasthan               | 25    | BJP 16                             | INC 9                      |                                |                                       |
| Sikkim                  | 1     | SDF 1                              |                            |                                |                                       |
| Tamil Nadu              | 39    | BJP 4 DMK 12 PMK 5 MDMK 4 MGRDMK 1 | AIADMK 10 INC 2            | CPM 1                          |                                       |
| Tripura                 | 2     |                                    |                            | CPM 1                          |                                       |
| Uttar Pradesh           | 85    | BJP 29 RLD 2                       | INC 10                     |                                | BSP 14 SP 26 ABLTC 2 SJP(R) 1 Unab. 1 |
| Westbengalen            | 42    | AITC 8 BJP 2                       | INC 3                      | CPM 21 CPI 3 AIFB 2 RSP 3      | Unab. 1                               |

## Nach der Wahl
Die Regierung der NDA-Koalition ging aus den Wahlen deutlich gestärkt hervor. Durch die veränderten Mehrheitsverhältnisse war es den kleineren NDA-Parteien größtenteils nicht mehr möglich, die Regierung mit der Drohung ihres Regierungsaustritts zu erpressen. Außerdem wurde die NDA-Parteienkoalition durch den gemeinsamen Wahlerfolg, der vor allem den kleineren Parteien zugutegekommen war, fester zusammengeschmiedet.
Am 13. Oktober 1999 vereidigte Präsident K. R. Narayanan den 74-jährigen Vajpayee nach 1996 und 1998 zum dritten Mal in seiner bisherigen Laufbahn zum Premierminister. Das neu gebildete Kabinett Vajpayee III umfasste 70 Mitglieder.